# Leonardo Scarpa
Leonardo Scarpa (...) è uno scenografo italiano.

## Carriera
Leonardo Scarpa ha lavorato soprattutto con i registi Carlo Mazzacurati (in cinque film), Pupi Avati (in quattro film) e Daniele Luchetti (in tre film). Ha collaborato in molti film con lo scenografo Giancarlo Basili.

## Filmografia
- Gli occhi, la bocca (1982), regia di Marco Bellocchio, (scenografo)
- Una gita scolastica (1983), regia di Pupi Avati, (arredatore)
- Zeder (1983), regia di Pupi Avati, (scenografo)
- Impiegati (1984), regia di Pupi Avati, (scenografo)
- Enrico IV (1984), regia di Marco Bellocchio, (scenografo)
- Noi tre (1985), regia di Pupi Avati, (scenografo)
- Notte italiana (1987), regia di Carlo Mazzacurati, (scenografo)
- Domani accadrà (1988), regia di Daniele Luchetti, (scenografo)
- Il prete bello (1989), regia di Carlo Mazzacurati, (arredatore)
- Palombella rossa (1989), regia di Nanni Moretti, (scenografo)
- L'appassionata (1990), regia di Gianfranco Mingozzi, (architetto-scenografo)
- La settimana della Sfinge (1990), regia di Daniele Luchetti, (scenografo)
- Il portaborse (1991), regia di Daniele Luchetti, (scenografo)
- Strane storie - Racconti di fine secolo (1994), regia di Sandro Baldoni, (arredatore)
- Il toro (1994), regia di Carlo Mazzacurati, (architetto-scenografo)
- Vesna va veloce (1996), regia di Carlo Mazzacurati, (arredatore)
- L'estate di Davide (1998), regia di Carlo Mazzacurati, (scenografo)
- Consigli per gli acquisti (1999), regia di Sandro Baldoni, (arredatore)
- E allora mambo! (1999), regia di Lucio Pellegrini, (scenografo)
- La lingua del santo (2000), regia di Carlo Mazzacurati, (scenografo, architetto-scenografo)
- Ravanello pallido (2001), regia di Gianni Costantino, (architetto-scenografo)
- Prima dammi un bacio (2003), regia di Ambrogio Lo Giudice, (scenografo e attore)
- Baciami piccina (2006), regia di Roberto Cimpanelli, (architetto-scenografo)
- Ulisse Futura (2011), regia di Stefano Croci e Enrico Masi, (architetto-scenografo)
- L'ordine delle cose (2017), regia di Andrea Segre (scenografo)